# Alexander Røssing-Lelesiit
Alexander Røssing-Lelesiit (* 20. Januar 2007 in Nittedal) ist ein norwegischer Fußballspieler. Der Flügelspieler wurde hauptsächlich beim Lillestrøm SK ausgebildet und steht seit Februar 2025 in Deutschland beim Hamburger SV unter Vertrag.

## Karriere

### Verein
Alexander Røssing-Lelesiit begann mit dem Fußballspielen bei Nittedal IL aus Nittedal, rund 30 Kilometer vom Osloer Stadtkern entfernt, bevor er in die Fußballakademie von Lillestrøm SK wechselte. Er erhielt im September 2023 seinen ersten Profivertrag und gab am 20. Mai 2024 im Alter von 17 Jahren bei der 0:3-Niederlage gegen Fredrikstad FK sein Profidebüt in der Eliteserie. Røssing-Lelesiit schoss am 6. Oktober 2024 bei der 1:2-Niederlage gegen Molde FK im norwegischen Pokal sein erstes Tor für die Profimannschaft. In der Liga kam er in der Saison 2024 in elf Spielen – dabei sechsmal als Einwechselspieler – zum Einsatz und schoss dabei ein Tor und gab eine Vorlage.
Anfang Februar 2025 wechselte Alexander Røssing-Lelesiit nach Deutschland in die 2. Bundesliga zum Hamburger SV. Laut Lillestrøm SK ist sein Wechsel in die norddeutsche Millionenmetropole der „größte Verkauf“ eines Spielers aus der vereinseigenen Akademie in der Geschichte des Klubs. Røssing-Lelesiit kam unter Merlin Polzin bis zum Ende der Saison 2024/25 zu zwei Kurzeinsätzen. Der HSV stieg am Saisonende nach sieben Jahren wieder in die Bundesliga auf. Zudem wurde er zweimal in der zweiten Mannschaft in der viertklassigen Regionalliga Nord eingesetzt.

### Nationalmannschaft
Im September 2024 absolvierte Alexander Røssing-Lelesiit zwei Spiele für die norwegische U17-Nationalmannschaft. Dabei gelangen ihm in einem Spiel gegen Dänemark zwei Tore. Seit Februar 2025 ist er in der U19-Nationalmannschaft aktiv.

## Erfolge
- Aufstieg in die Bundesliga: 2025 (Hamburger SV)